# Ptolemeusz VI Filometor
Ptolemeusz VI Filometor (ur. 185 p.n.e., zm. 145 p.n.e.) – szósty władca Egiptu z dynastii Ptolemeuszy, panował w latach 180-145 p.n.e., syn Ptolemeusza V Epifanesa i Kleopatry I, mąż swojej siostry Kleopatry II, ojciec Ptolemeusza Eupatora, Ptolemeusza VII Neosa Filopatora, Kleopatry III i Kleopatry Thei.

## Życiorys

### Młodość
W chwili śmierci ojca miał około 6 lat, w związku z tym faktyczne rządy w kraju jako regentka sprawowała jego matka, a po jej śmierci w 176 roku p.n.e. dworzanie Eulajos i Lenaios. W 173 p.n.e. (lub około tej daty) Ptolemeusz pojął za żonę swoją siostrę Kleopatrę. Niedługo później miała miejsce jego oficjalna koronacja w Memfis.

### VI wojna syryjska (170-168 p.n.e.)
W 170 p.n.e. proklamowane zostały trójrządy Ptolemeusza VI, Kleopatry II i Ptolemeusza VIII. W tym samym roku wszczęta została przez regentów szósta wojna syryjska z Seleucydami; po klęskach na polach bitew Peluzjum dostało się w ręce Antiocha IV. W wyniku przewrotu w Aleksandrii opiekę nad młodymi władcami przejęli Kineas i Komanos. Ptolemeusz zawarł pokój z państwem Seleukidów i zgodził się na uznanie symbolicznego zwierzchnictwa Antiocha nad Egiptem. Jedynie Aleksandria sprzeciwiła się porozumieniu, proklamując królem Ptolemeusza VIII i stawiając opór najeźdźcy. Obrona Aleksandrii, a także mediacje Rzymu, skłoniły Antiocha do wycofania się z Egiptu; wówczas Ptolemeusz VI rządził w Memfis, zaś Ptolemeusz VIII w Aleksandrii.
Po opuszczeniu Egiptu przez Antiocha bracia Ptolemeusze doszli za sprawą Komanosa i Kineasa do porozumienia. Przywrócenie trójwładzy Antioch IV uznał za złamanie porozumienia z Ptolemeuszem VI, początkowo zajął więc Cypr i wzmocnił syryjską obecność wojskową w Peluzjum, następnie zaś najechał ponownie Egipt. Interwencja wysłannika rzymskiego, Gajusza Popiliusza Lenasa, który postawił Antiochowi ultimatum, zmusiła tego ostatniego do opuszczenia Egiptu, a także zwrócenia zagarniętych ziem.

### Wspólne rządy
Następne dziesięciolecie charakteryzuje spór Ptolemeusza VI z Ptolemeuszem VIII o władzę, w który to konflikt włączony został także Rzym, odgrywający coraz większą rolę w basenie Morza Śródziemnego. Do wystąpienia przeciw bratu zachęcał Ptolemeusza VIII dworzanin Dionizjos, który zdołał wszcząć w 164 p.n.e. bunt przeciw Ptolemeuszowi VI. Bracia doszli jednak do porozumienia, a powstanie Dionizjosa zakończyło się klęską. Kilka miesięcy później doszło do nowego konfliktu między braćmi, a Ptolemeusz VI został zmuszony do oddania władzy. 

### Wygnanie
Pozbawiony korony Ptolemeusz VI udał się statkiem do Ostii, a stamtąd pieszo do Rzymu, gdzie zwrócił się do Senatu z prośbą o pomoc w odzyskaniu władzy. Rzymscy decydenci zgodzili się na przedsięwzięcie poselstwa do Egiptu w jego sprawie. W związku z tym wygnaniec udał się na Cypr, skąd oczekiwał wiadomości z kraju. W 163 p.n.e. na mocy firmowanego przez Rzym porozumienia Ptolemeusz VIII otrzymał Cyrenajkę, zaś Ptolemeusz VI Egipt i pozostałe posiadłości, w tym Cypr.

### Ponowne rządy w Egipcie
Od tego czasu datują się wspólne rządy Ptolemeusza VI i Kleopatry II nad Egiptem. W 163 narodził się ich syn, późniejszy Ptolemeusz Eupator. Eupator w 153 p.n.e. został mianowany przez ojca współwładcą Egiptu, wkrótce jednak zmarł. Ptolemeusz VIII, uzyskawszy wsparcie polityczne Rzymu, usiłował zdobyć na bracie Cypr, wyspy tej jednak nie udało mu się zdobyć, a on sam, pojmany w 153 p.n.e. musiał potwierdzić podział kraju ze 163 p.n.e. W Rzymie po stronie Ptolemeusza VI stanął m.in. Katon Starszy.
Końcowy okres panowania Ptolemeusza VI to udział w sporach wewnętrznych w kraju Seleucydów z dalekosiężnym zamiarem odzyskania ptolemejskiej niegdyś Celesyrii. Początkowe wsparcie dla uzurpatora Aleksandra Balasa (któremu Ptolemeusz oddał za żonę córkę Kleopatrę Teę), a następnie dla jego przeciwnika Demetriusza II (również ożenionego z Teą, którą Ptolemeusz odebrał Balasowi), pozwoliło Egiptowi odzyskać te tereny, ale wplątało Ptolemeusza w wojnę; władca ten zmarł z powodu ran odniesionych w wygranej bitwie pod Antiochią przeciw Aleksandrowi Balasowi.

## Lata panowania
- do 176 p.n.e. – wspólnie z matką[1]
- 176-170 p.n.e. – jedyny władca[1]
- 173-164 p.n.e. – wspólnie z Kleopatrą II, a później także z bratem Ptolemeuszem VIII[1]
- 164-163 p.n.e. – na wygnaniu[1]
- 163-145 p.n.e. – wspólnie z Kleopatrą II[1]

## Tytulatura
| M23 · X1 | L2 · X1 |

| M23 · X1 | L2 · X1 |

| R8 | N8 | R8 | F44 | Q3 · X1 | V28 | U21 | L1 | D21 · N35 | C2 | C12 | D4 | H6 | X1 · H8 |

| R8 | N8 | R8 | F44 | Q3 · X1 | V28 | U21 | L1 | D21 · N35 | C2 | C12 | D4 | H6 | X1 · H8 |

| R8 | N8 | R8 | F44 | Q3 · X1 | V28 | U21 | L1 | D21 · N35 | C2 | C12 | D4 | H6 | X1 · H8 |

| R8 | N8 | R8 | F44 | Q3 · X1 | V28 | U21 | L1 | D21 · N35 | C2 | C12 | D4 | H6 | X1 · H8 |

| M23 · X1 | L2 · X1 |

| M23 · X1 | L2 · X1 |

| R8 | N8 | R8 | F44 | Q3 · X1 | V28 | U21 | L1 | D21 · N35 | C2 | C12 | D4 | H6 | X1 · H8 |

| R8 | N8 | R8 | F44 | Q3 · X1 | V28 | U21 | L1 | D21 · N35 | C2 | C12 | D4 | H6 | X1 · H8 |

| R8 | N8 | R8 | F44 | Q3 · X1 | V28 | U21 | L1 | D21 · N35 | C2 | C12 | D4 | H6 | X1 · H8 |

| R8 | N8 | R8 | F44 | Q3 · X1 | V28 | U21 | L1 | D21 · N35 | C2 | C12 | D4 | H6 | X1 · H8 |

| G39 | N5 |

| G39 | N5 |

| Q3 · X1 | V4 | E23 · Aa15 | M17 | M17 | S29 | S34 | D&t&tA | Q3 · X1 | V28 | U6 |

| Q3 · X1 | V4 | E23 · Aa15 | M17 | M17 | S29 | S34 | D&t&tA | Q3 · X1 | V28 | U6 |

| Q3 · X1 | V4 | E23 · Aa15 | M17 | M17 | S29 | S34 | D&t&tA | Q3 · X1 | V28 | U6 |

| Q3 · X1 | V4 | E23 · Aa15 | M17 | M17 | S29 | S34 | D&t&tA | Q3 · X1 | V28 | U6 |

| G39 | N5 |

| G39 | N5 |

| Q3 · X1 | V4 | E23 · Aa15 | M17 | M17 | S29 | S34 | D&t&tA | Q3 · X1 | V28 | U6 |

| Q3 · X1 | V4 | E23 · Aa15 | M17 | M17 | S29 | S34 | D&t&tA | Q3 · X1 | V28 | U6 |

| Q3 · X1 | V4 | E23 · Aa15 | M17 | M17 | S29 | S34 | D&t&tA | Q3 · X1 | V28 | U6 |

| Q3 · X1 | V4 | E23 · Aa15 | M17 | M17 | S29 | S34 | D&t&tA | Q3 · X1 | V28 | U6 |

W języku greckim nazywany był basileus Ptolemaios VI Theos Philometor I – król Ptolemeusz Bóg Miłujący Matkę.